# Villedoux
Villedoux ist eine französische Gemeinde mit 2.241 Einwohnern (Stand: 1. Januar 2022), die im Département Charente-Maritime und in der Region Nouvelle-Aquitaine (zuvor Poitou-Charentes) liegt. Sie gehört zum Arrondissement La Rochelle und zum Kanton Marans. Die Einwohner werden Villedousais genannt.

## Geografie
Villedoux liegt etwa elf Kilometer nordöstlich von La Rochelle am Canal de Marans à La Rochelle. Das Gemeindegebiet gehört zum Regionalen Naturpark Marais Poitevin. Umgeben wird Villedoux von den Nachbargemeinden Charron im Norden, Andilly im Osten und Nordosten, Saint-Ouen-d’Aunis im Osten und Südosten, Saint-Xandre im Süden, Marsilly im Westen und Südwesten sowie Esnandes im Westen.

## Bevölkerungsentwicklung
| 1962                      | 1968 | 1975 | 1982 | 1990 | 1999 | 2006 | 2013 |
| ------------------------- | ---- | ---- | ---- | ---- | ---- | ---- | ---- |
| 378                       | 384  | 767  | 715  | 958  | 935  | 1092 | 2125 |
| Quelle: Cassini und INSEE |      |      |      |      |      |      |      |

## Sehenswürdigkeiten

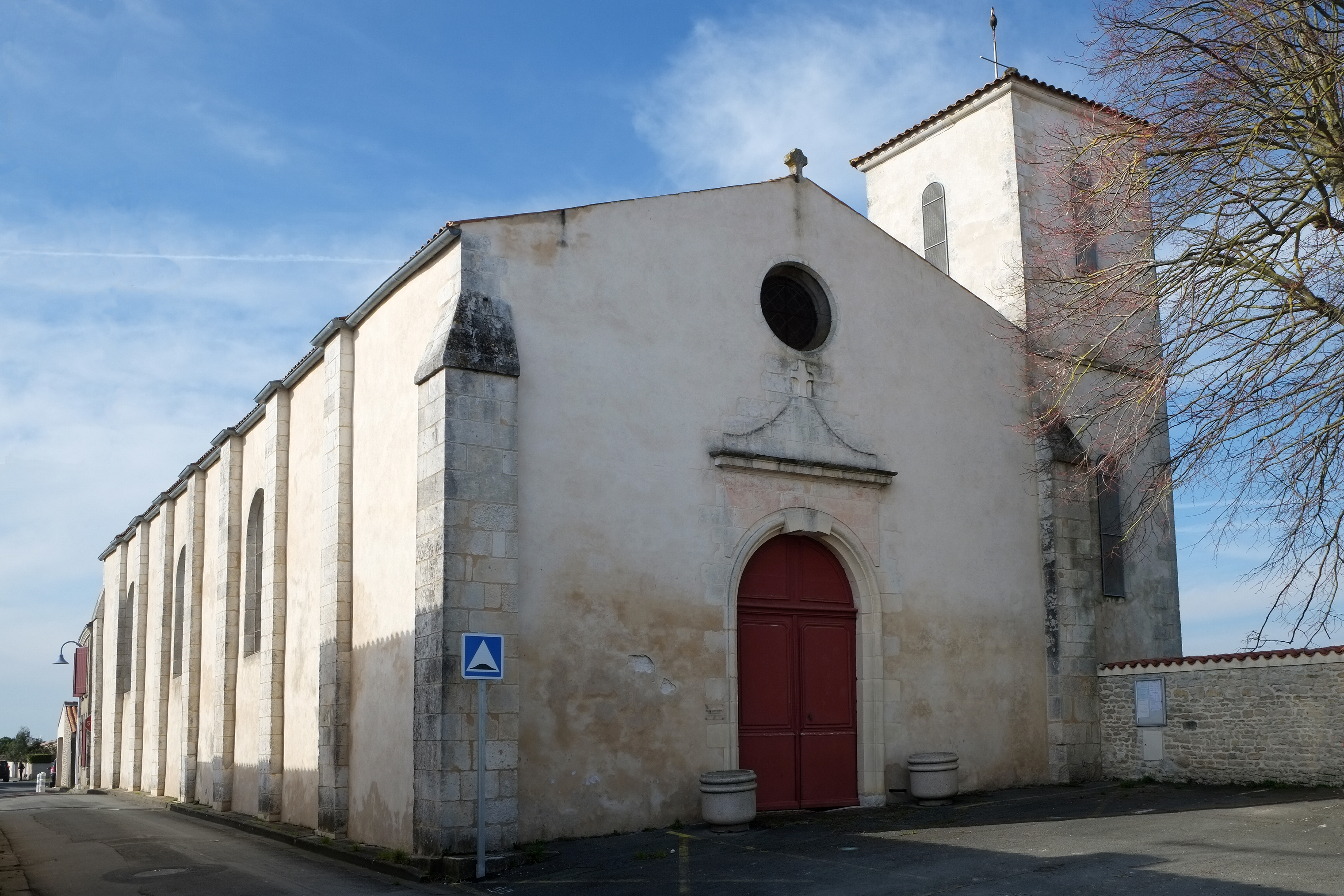
Kirche Saint-Martin

Siehe auch: Liste der Monuments historiques in Villedoux
- Kirche Saint-Martin aus dem 12. Jahrhundert